# تروسکاویئک، وئیودشیپ وودژ
تروسکاویئک، وئیودشیپ وودژ (به لاتین: Truskawiec, Łódź Voivodeship) یک منطقهٔ مسکونی در لهستان است که در Gmina Wartkowice واقع شده‌است.